# 函館市槍戰
函館市槍戰發生於2007年9月10日，日本函館市昭和町，韓國籍黑道成員與警方爆發槍戰。

## 历史
北海道七飯町西大沼於當天晚上十點，一名女性高利貸業者遭到持槍搶匪搶奪車輛，飯店員工報警後北海道警察啟動強盜事件應變機制。約十一點，被通緝的車輛遭一組警員攔停，檢查時嫌犯突然從車內開兩槍，警部補手部中彈，同行的巡査部長開三槍示警，兩槍命中，嫌犯送醫後死亡。
嫌犯為長野縣佐久市戶籍，屬於住吉會幫派人士。本事件引起社會對於韓國人日漸增多後加入黑道的現象討論，但民主黨議員鉢呂吉雄也提出了警方用槍時機的檢討案，例如威嚇鳴槍卻是直接對人開槍的問題。

## 外部連結
- 質問名「最近のけん銃発砲事件等の警察捜査に関する質問主意書」の経過情報 - 衆議院
  - 質問本文情報
  - 答弁本文情報    -  日本主題
    -  北海道主題
    -  韓國主題
    -  歷史主題